# Peti József
Peti József (Komlósd, Somogy vármegye, 1831. október 24. – Pest, 1862. augusztus 22.) református teológus, a Budapesti Református Teológiai Akadémia tanára.

## Élete
Peti István és Németh Julia nemes szülők fia. Tanulmányait 1844-től Csurgón kezdte és 1850-től Pápán folytatta, ahol 1852-ben a teológiai tanfolyamra lépett. Ebből két és fél évet végzett itt, még egy évet a bécsi protestáns teológiai fakultáson, felet 1856. március 8-tól a bázeli egyetemen töltött. 1856 őszére hazatérve, pápai gimnáziumi, egy év múlva kecskeméti teológiai, 1859-ben pesti teológiai tanár lett. A dunamelléki egyházkerület 1861-ben egyházi aljegyzővé választotta. Szerkesztette a Házi Kincstárt 1860-tól 1862. augusztus 22-ig.

## Újságcikkei
Mint a Házi Kincstár segédszerkesztője és az akkori egyházi közlönyök buzgó munkatársa számos cikket, egyházi beszédet és különféle kisebb dolgozatot és tudományos értekezést írt. Cikkei a Hölgyfutárban (1851. 270., 274., 278., 284. sz. Levelek Jenőhöz); a Magyar Sajtóban (1857. 287. sz. Hogy kell tekinteni és fogadni az egyházi keletkező közlönyöket?) a Protestáns Egyházi és Iskolai Lapban (1858. Egyház és iskola, Az elnökség, fizetés és a hitbuzgóság megelevenítésének kérdése körül nyilatkozó balfogások, Egy őszinte szó a protestáns tudományügyhöz, 1859. Szelleméleti ténylegesség és erély, mint az egyház fenmaradhatásának alapföltételei, 1861. Tájékozás a bölcsészet ügyében fenforgó vitához); a Kecskeméti Protestáns Közlönyben (1859. A theologiai tudat fejlődése a legközelebbi évtizedekben, A vallásos tudat, ismeret és lelkület); A Sárospataki Füzetekben (1858. Jézus Krisztus az igaz fundamentum, Az imádkozásról, Az emberi nyelv fönsége, 1859. Az ó és új emberről, Év utolsó napján); a Papi dolgozatok gyászesetekre czímű gyűjteményben (A hegyi prédikáczió, 1860. Közlemények a vallásbölcsészet mezejéről, 1862. Vezéreszmék Jézus halálának jelentőségéről); a Különféle viszonyokra vonatkozó papi dolgozatokban (Kecskemét, 1859. Példás kegyességű éltes nő fölött, Gyöngéd férj és apa fölött, Némi békétlenségben élt nő fölött, Ifjú nő felett, Hajadon felett, Bulcsú Károly tanár fia fölött, Hollósy Zsigmond egyetlen leánya sírjánál); a Különféle papi dolgozatokban (Uj Folyam. Pest, 1860. Az írásnak el kell végeztetni, Nagypénteken, Okosság, szelídség és állhatatosság, mint az evangeliomi tudomány bajnokaiban megkivántató kellékek).

## Munkái
- A hittani tudat jelene az ev. ref. egyházban. Kecskemét, 1859. (Különnyomat a Kecskeméti Prot. Közlönyből).
- Az eszmeelviség védelme tapasztalatai és értelmi állásponti bölcsészeink ellen. Pest, 1860.